# Lotus 63
Lotus 63 je Lotusov dirkalnik Formule 1, ki je bil v uporabi v sezoni 1969. Eksperimentalni dirkalnik s pogonom na vsa štiri kolesa sta zasnovala Colin Chapman in Maurice Phillippe. Lotus 63 naj bi bolje izkoristil 3,0L motor iz leta 1966, medtem ko bi zadržal preprostost dirkalnika Lotus 49.
Kot tudi dirkalnik Lotus 56, je bil Lotus 63 zgrajen okoli sistema pogona na vsa štiri kolesa. To takrat ni bila nikakršna novost, kajti že v sezoni 1961 je na neprvenstveni dirki International Gold Cup zmagal dirkalnik s pogonom na vsa štiri kolesa, Ferguson P99. Toda noben tak dirkalnik ni bil tehnično dodelan, saj je bil Matra MS84 edini tak dirkalnik, ki je osvojil točke na prvenstveni dirki Formule 1, to je uspelo Johnnyju Servoz-Gavinu. Dirkalnik Lotus 63 je bil evolucija dirkalnika 49, toda nekatere aerodinamične značilnosti so že spominjale na zelo uspešnega naslednika Lotus 72.
John Miles, tretji dirkač Lotusa je bil izbran za razvoj tega dirkalnika, medtem ko sta Graham Hill in Jochen Rindt začela prvenstvo v dirkalniku Lotus 49. Dirkalnik se je izkazal za težko vodljivega in nastavljivega, še posebno problematičen je bil sistem pogona na vsa štiri kolesa. Po le enem testu Hill ni želel več dirkati z njim, opisal ga je kot smrtno past, kar mu je pritrdil tudi Rindt po tem, ko je dosegel najboljšo uvrstitev dirkalnika na neprvenstveni dirki International Gold Cup, kjer je bil drugi. To je močno razjezilo Chapmana, ki je videl dirkalnik 63 kot priložnost za kvantni skok pred konkurenco. Za preizkus je dirkalnik nastopil na dirki za Veliko nagrado Velike Britanije 1969, kjer je Rindt zasedel četrto mesto za Jackiejem Stewartom v starejšem Lotusu 49, Miles pa je bil le deseti, kar je potrdilo nekonkurenčnost dirkalnika. Po več neuspešnih preizkusih je bil projekt Lotusa 63 opuščen, nekatere dele dirkalnika pa so uporabili za nov in zelo uspešen dirkalnik Lotus 72. Sistem pogona na vsa štiri kolesa pa je bil ponovno uporabljen v sezoni 1971 z dirkalnikom Lotus 56B.